# Pincé
Pincé es una comuna francesa situada en el departamento de Sarthe, en la región de Países del Loira.

## Demografía
| 151 | 117 | 107 | 171 | 192 | 187 | 191 |
| Para los censos de 1962 a 1999 la población legal corresponde a la población sin duplicidades (Fuente: INSEE [Consultar]) |     |     |     |     |     |     |